# Dinotrema propelamur
Dinotrema propelamur är en stekelart som beskrevs av Papp 1999. Dinotrema propelamur ingår i släktet Dinotrema och familjen bracksteklar. Inga underarter finns listade i Catalogue of Life.